# Wasted Rita
Wasted Rita, de nacimiento Rita Gomes, (Águas Santas, 1988) es una ilustradora y artista gráfica portuguesa. Su trabajo ha sido reconocido internacionalmente por su visión irónica y sarcástica.

## Trayectoria
Rita nació en Maia y, desde 2012, vive y trabaja en Lisboa. Se formó en diseño gráfico en la Universidad de Oporto y comenzó a trabajar tan pronto como terminó sus estudios en 2011. Al año siguiente, se mudó a Lisboa y creó su blog, "Bored Rita", que le consiguió el primer reconocimiento de su obra, cuando Peteski, el comisario de arte y fotografía de la red social Tumblr, comenzó a compartirlos. El mayor reconocimiento le vino de Facebook, donde consiguió un gran número de seguidores.
Ha hecho trabajos para varios países, como Bélgica, los Países Bajos, Francia o Japón, habiendo publicado en las revistas Doolittle Magazine de Francia y Ginza Magazine de Japón. En 2015, participó en la exposición Dismaland, en Inglaterra, un proyecto artístico temporal que reunió obras de 58 artistas internacionales elegidos por el artista británico Banksy. Ese mismo año, Rita también presentó en Lisboa, en la galería Underdogs, su primera gran exposición bajo su propio nombre, "Human Beings - God's Only Mistake".
Desde 2015, ha presentado múltiples exposiciones individuales en la Galeria Underdogs. En 2016, también expuso en el espacio de la galería en Oporto, en una exposición pop-up titulada "The People, The Living Dying and All The Sarcasm Fun in Between", montada en una tienda. Posteriormente, en 2019, regresó a la galería Underdogs de Lisboa para la exposición "And now for something completely different: a show that features at least one female artist".
Una de sus ilustraciones apareció en el video musical de la canción God Control de Madonna, incluida en su decimocuarto álbum de estudio, Madame X en 2019.

## Reconocimientos
En 2015, el periódico portugués Público reconoció a Rita como una de las siete personalidades portuguesas con una trayectoria destacada durante el año. La publicación elogió, entre otras cosas, su participación en la exposición Dismaland de Banksy. Este reconocimiento sólo lo obtuvieron otras siete personas. Ese mismo año, fue elegida también por la revista Lux como una de las Personalidades Femeninas más relevantes del año en la categoría de Artes Plásticas.
La Fundação Calouste Gulbenkian distinguió a Rita en 2016 con uno de los Prémios Novos en la categoría de Creatividad. Posteriormente, su exposición “As Happy As Sad Can Be” fue nominada como Mejor Exposición de Artes Plásticas en los Prémios Autores de 2018, de la Sociedade Portuguesa de Autores.

## Obra
El trabajo de Rita se basa en observaciones e invectivas poéticas sobre el comportamiento humano y la cultura contemporánea. Los artistas utilizan una variedad de medios, incluyendo objetos escultóricos, instalación, pintura, dibujo y escritura. Conocida por su uso del "arte basado en textos", un estilo postmoderno de ilustración en el que sólo aparecen frases escritas, Rita también tiene obras con comentarios que llama "pseudopoesía", con pensamientos sobre lo que pasa en su cabeza. Su trabajo es reconocido por sus características frases en blanco y negro, a menudo irónicas y provocativas. Su arte refleja una visión crítica de la cultura pop contemporánea.
Exposiciones y galerías donde ha exhibido su trabajo:
- Galeria Underdogs (Lisboa, 2015, 2016, 2017)
- Dismaland (Weston-super-Mare, 2015)
- Festival Bien Urbain (Besanzón, 2016)
- Galeria Artgang (Montreal, 2016)
- Festival Iminente (Oeiras 2016, 2017; Londres, 2017; Lisboa, 2018)
- galeria WTF (Bangkok, 2017)
- MAAT - Museu de Arte, Arquitetura e Tecnologia (Lisboa, 2018)
- Outdoor Festival di Roma (Roma, 2018), Galerie Slika (Lyon, 2019)
- The Crystal Ship (Ostende, 2019)